# Máy bay phản lực thân rộng

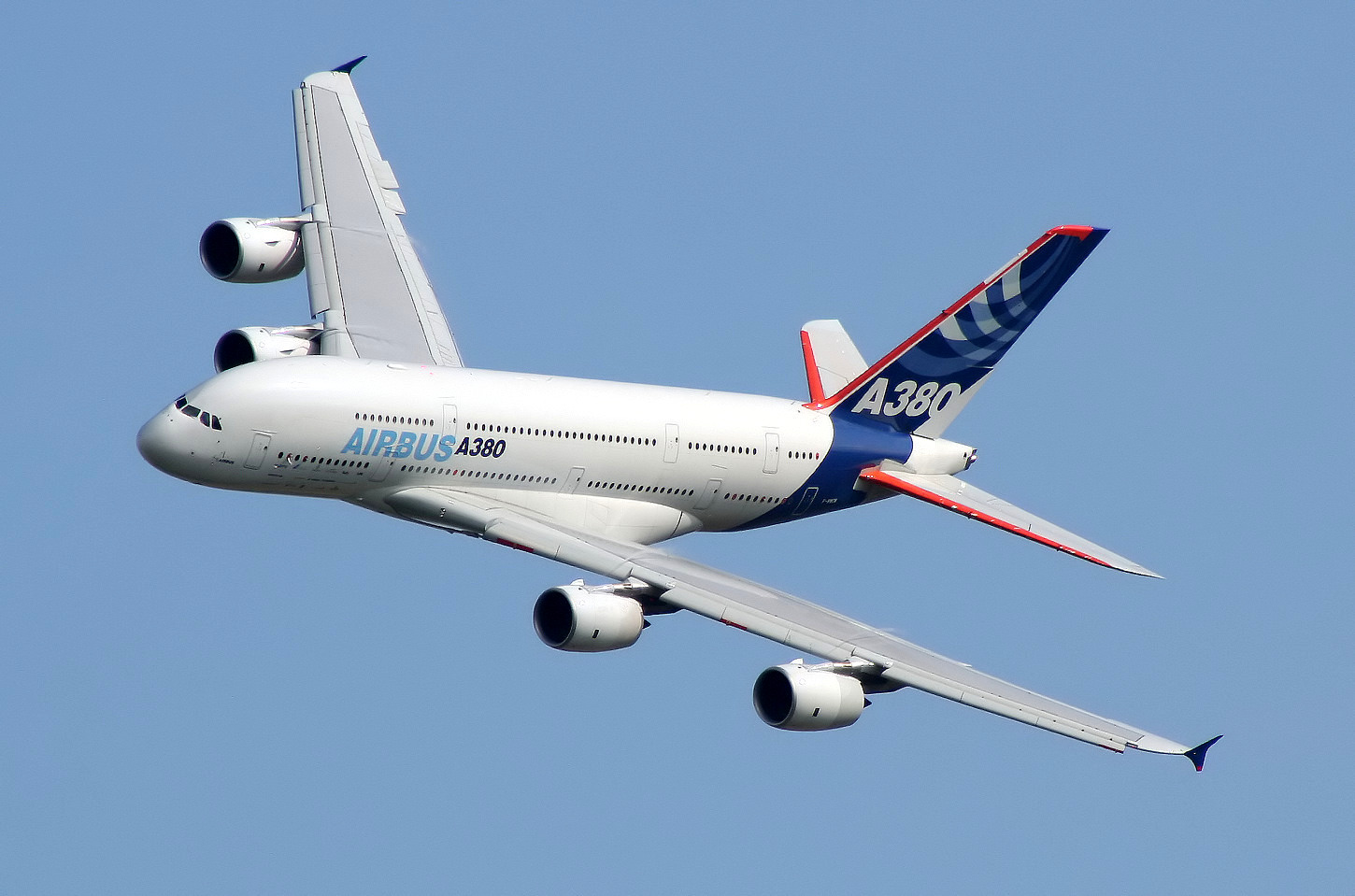
Máy bay Airbus A380 là máy bay thân rộng chở khách lớn nhất.

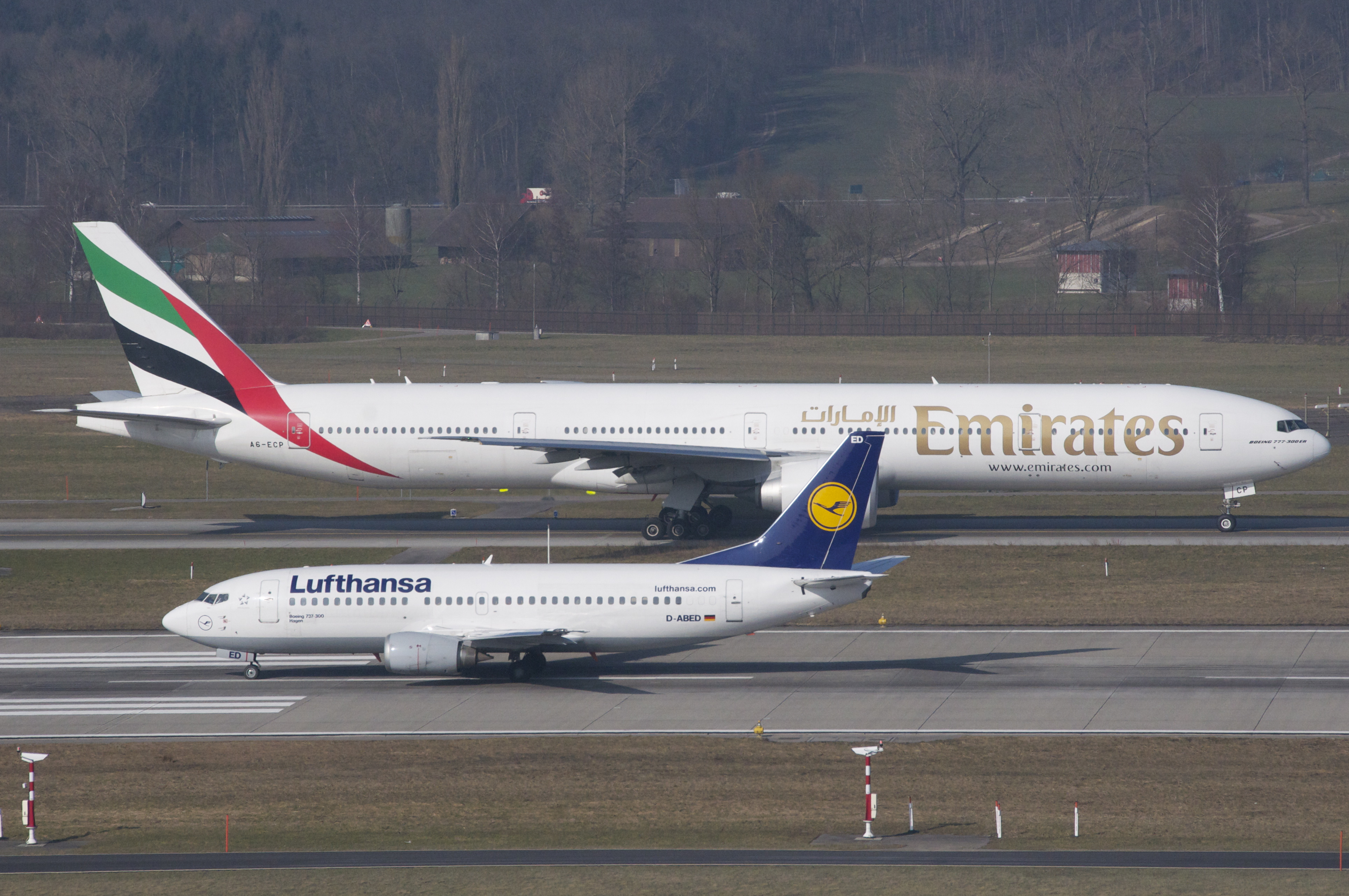
Một chiếc máy bay thân hẹp Boeing 737 của Lufthansa trước một chiếc máy bay thân rộng Boeing 777 của Emirates

Máy bay phản lực thân rộng, còn được gọi là máy bay hai lối đi, là một máy bay phản lực với thân máy bay đủ rộng để chứa hai lối đi và mỗi hàng ghế có từ bảy chỗ ngồi trở lên. Đường kính thân máy bay điển hình là 5 đến 6 m (16 đến 20 ft). Trong cabin hạng economy thân rộng điển hình, hành khách được ngồi bảy đến mười chỗ, cho phép tổng sức chứa từ 200 đến 853 hành khách. Máy bay thân rộng lớn nhất rộng hơn 6 m (20 ft) và có thể chứa tới mười một hành khách đi theo cấu hình mật độ cao.
Để so sánh, một chiếc máy bay thân hẹp điển hình có đường kính từ 3 đến 4 m (10 đến 13 ft), với một lối đi duy nhất, và chỗ ngồi giữa hai và sáu chỗ ngồi mỗi hàng ghế.
Máy bay thân rộng ban đầu được thiết kế cho sự kết hợp giữa hiệu quả và sự thoải mái của hành khách và để tăng lượng không gian chở hàng. Tuy nhiên, các hãng hàng không nhanh chóng nhượng bộ các yếu tố kinh tế và giảm không gian hành khách thêm để tối đa hóa doanh thu và lợi nhuận.
Máy bay thân rộng cũng được sử dụng để vận chuyển hàng hóa và hàng hóa thương mại  và các mục đích sử dụng đặc biệt khác, được mô tả thêm dưới đây.
Máy bay thân rộng lớn nhất được gọi là máy bay phản lực jumbo do kích thước rất lớn của chúng; các ví dụ bao gồm Boeing 747 (máy bay phản lực jumbo thân rộng và nguyên bản đầu tiên), Airbus A380 ("superjumbo jet"), and Boeing 777X ("mini jumbo jet"). Cụm từ "máy bay phản lực "jumbo" bắt nguồn từ Jumbo, một con voi xiếc trong thế kỷ 19.
Máy bay bảy chỗ thường có sức chứa từ 160 đến 260 hành khách, tám máy bay 250 đến 380, chín và mười máy bay từ 350 đến 480.
Tính đến cuối năm 2017, gần 8.800 máy bay thân rộng đã được giao từ năm 1969, đạt đỉnh 412 vào năm 2015.